# Asterophora
Genre
Synonymes
- Asterosperma Pers. 1818
- Nyctalis Fr., 1825
- Stellifera Léman, 1827

Asterophora est un genre de champignons mycoparasites. Le genre comprend quatre espèces ayant une distribution holarctique, principalement dans les zones tempérées.

## Description
Les espèces d'Asterophora sont des petits champignons blanchâtres aux lamelles épaisses et courtes, poussant en troupe sur des Russules en décomposition, particulièrement les espèces apparentées à Russula nigricans et Russula delica. Ils sont caractérisés par le peu de production de spores et par la production massive de chlamydospore et de lysosomes carminophiles dans leurs basides. Les chlamydospore, souvent liées en chaîne, sont visibles avec une bonne loupe sur les lamelles et la surface du chapeau,. 

## Nomenclature
Le genre Nyctalis, créé par Fries en 1822 est également utilisé durant le XXe siècle pour désigner ces espèces. Ce n'est qu'après les travaux de Redhead & Seifert de 2001 que la synonymie se clarifie. 
Asterophora est la forme sexuée (téléomorphe) de ces espèces. La forme asexuée (anamorphe) est classée dans le genre Ugola. Trois espèces sont décrites : U. baryana, forme anamorphe d'A. parasitica ; U. physaroides, forme anamorphe d'A. lycoperdoides ; et U. praticola,.
L'espèce A. salvaterrensis est décrite en 2001 depuis les pinèdes de Pin maritime en Galice (Nord-Ouest de la péninsule ibérique).

## Liste d'espèces
Selon l'Index Fungorum (16 septembre 2020) :
- Asterophora lycoperdoides (Bull.) Ditmar
- Asterophora mirabilis (T.W.May) Redhead & Seifert
- Asterophora parasitica (Bull. ex Pers.) Singer
- Asterophora salvaterrensis Blanco-Dios

Asterophora
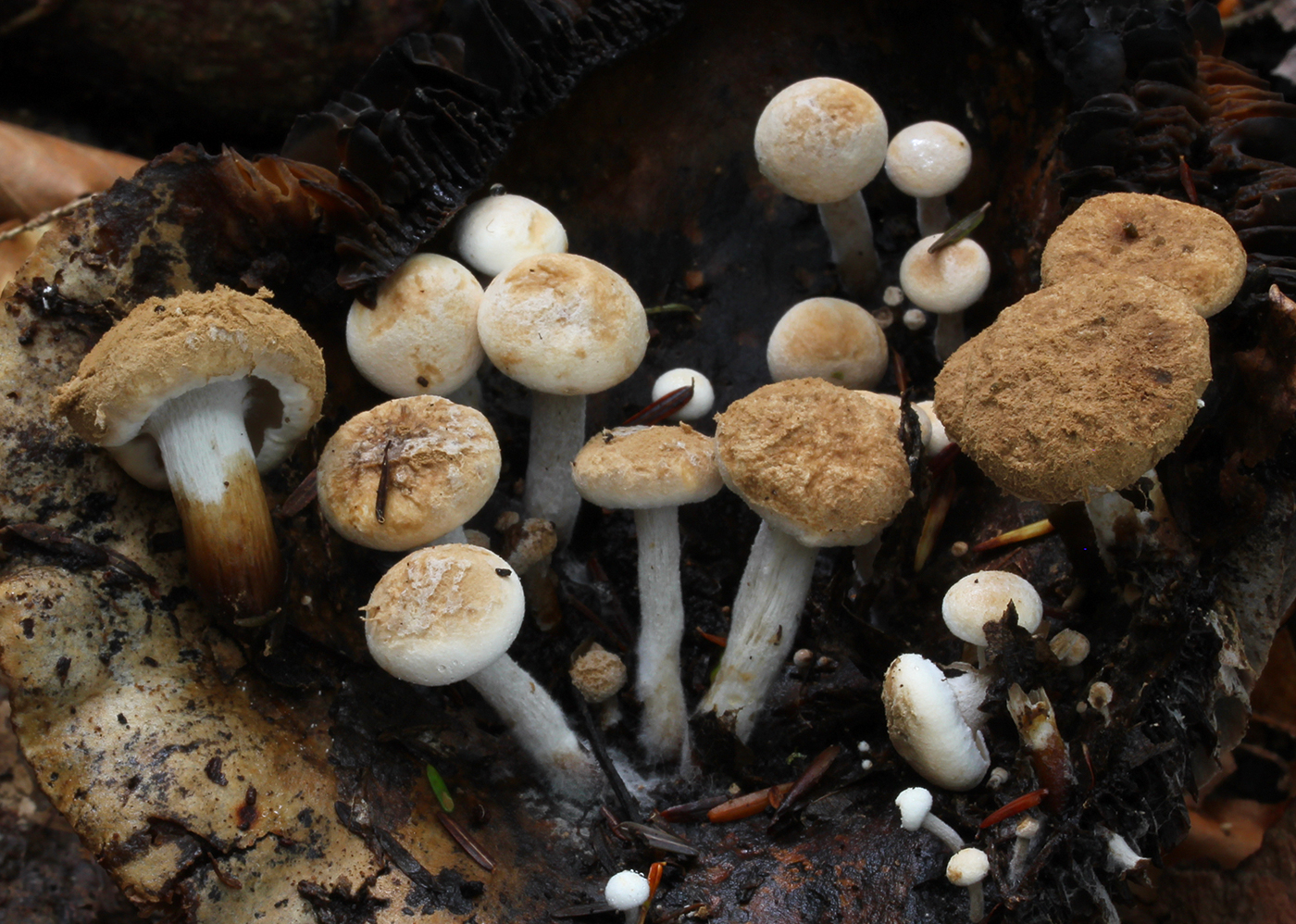
A. lycoperdoides.
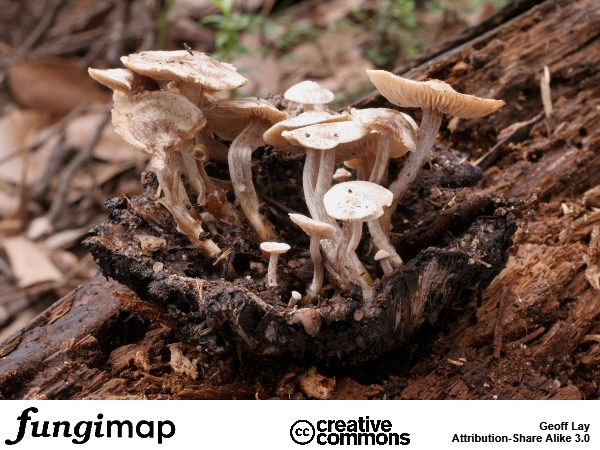
A. mirabilis.
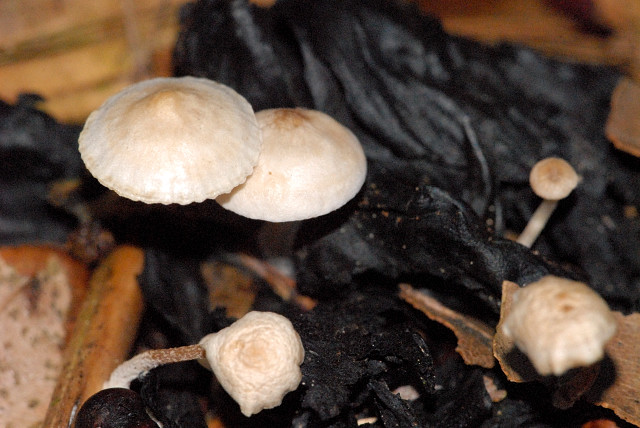
A. parasitica.